# 岩白翠
岩白翠（学名：Mazus omeiensis）为玄参科通泉草属下的一个种。

## 扩展阅读
- 維基物種上的相關：岩白翠